# Limnobium laevigatum
Limnobium laevigatum är en dybladsväxtart som först beskrevs av Alexander von Humboldt, Aimé Bonpland och Carl Ludwig von Willdenow, och fick sitt nu gällande namn av Hermann Heino Heine. Limnobium laevigatum ingår i släktet Limnobium och familjen dybladsväxter. Inga underarter finns listade.

## Bildgalleri

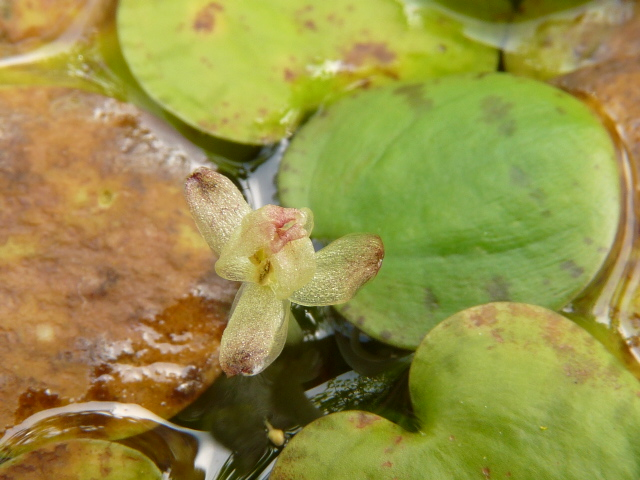